# Sidaresmi
Sidaresmi is een bestuurslaag in het regentschap Cirebon van de provincie West-Java, Indonesië. Sidaresmi telt 2099 inwoners (volkstelling 2010).